# Mark 24 (核爆弾)
Mark 24はアメリカ合衆国が開発した核爆弾。水素爆弾であり、アメリカ合衆国が開発した核兵器の中では、類似した構造のMark 17と並び、最も威力が大きいものの一つである。
Mark 14と同様に、固形重水素化リチウムを用いた乾式水爆である。Mark 17の姉妹兵器であり、ケーシングはMark 16とも同等で、サイズは直径61.4インチ、長さ296.7インチであり、重量41,400-42,000ポンドであった。Mark 17との差異は核燃料に用いているリチウム同位体にあり、Mark 17は天然濃度のリチウム6（同位体比7%程度）を用いており、Mark 24は同位体比を40%程度にまで高めたものを用いている。実験装置は、キャッスル作戦ヤンキー実験(キャッスル作戦)に用いるルント II装置(Runt II)として開発が進められていった。ヤンキー実験は1954年5月4日に成功している。ここで核融合兵器の急速な戦力化の一環として、1954年に'Emergency Capability'（緊急能力）の名称で、EC-24として暫定的な戦力化が行なわれている。EC-24は10発が生産された。
量産型のMark 24は1954年7月に完成しており、EC-24は順次退役している。大威力兵器のために投下時減速用の直径64フィートのパラシュートが用意されている。1955年までに105発が生産された。核出力はサブタイプごとに異なり、10Mt(mod1)と15Mt(mod2)であった。信管は空中爆発のみが用意され、触発信管はキャンセルされている。搭載機はアメリカ空軍のB-36爆撃機のみであり、1発が搭載できた。1956年には退役している。